# Karshomyia inusitata
Karshomyia inusitata är en tvåvingeart som beskrevs av Gagne 1973. Karshomyia inusitata ingår i släktet Karshomyia och familjen gallmyggor. Inga underarter finns listade i Catalogue of Life.